# Епархия Киллало
Епархия Киллало (лат. Dioecesis Laoniensis, ирл. Deoise Chill Dalua) — диоцез Римско-католической церкви, в составе митрополии Кашела и Эмли в центрально-западной части Ирландии.
По состоянию на 2016 год клир епархии состоит из 107 священников (95 епископальных, 12 монашествующих). Кафедральный собор — храм Святых Петра и Павла в Эннисе. Епископом с 2016 года является Финтан Монахан.

## Территория
Большинство приходов епархии находятся в графствах Клэр и Типперэри. В графстве Оффали есть пять приходов, и по одному в графствах Лиишь и Лимерик. Самыми большими городами епархии являются Бирр, Эннис, Килраш, Нина, Роскрей и Шаннон.

## Ординарии
Последние десять епископов Киллало:
- Патрик Кеннеди (1836—1851)
- Дэниел Воган (1851—1859)
- Майкл Фланнери (1859—1891)
- Томас Дж. Макредмонд (1891—1904)
- Майкл Фогарти (1904—1955)
- Джозеф Роджерс (1955—1966)
- Майкл Харти (1967—1994)
- Уильям (Уилли) Уолш[англ.] (1994—2010)
- Киран О’Рейли[англ.] (2010—2015)
- Финтан Монахан[англ.] (с 2016)